# Медный пёстрый фазан
Медный пёстрый фазан (лат. Syrmaticus soemmerringii) — вид птиц из семейства фазановых (Phasianidae).
Выделяют пять подвидов.

## Распространение
Эндемик Японии, обитает в горных лесах островов Хонсю, Кюсю и Сикоку, где он известен под местным названием yamadori (яп. 山鳥).
Из-за сокращения среды обитания, ограниченного ареала и чрезмерной охоты в некоторых районах медный фазан занесён в списки охраняемых видов.

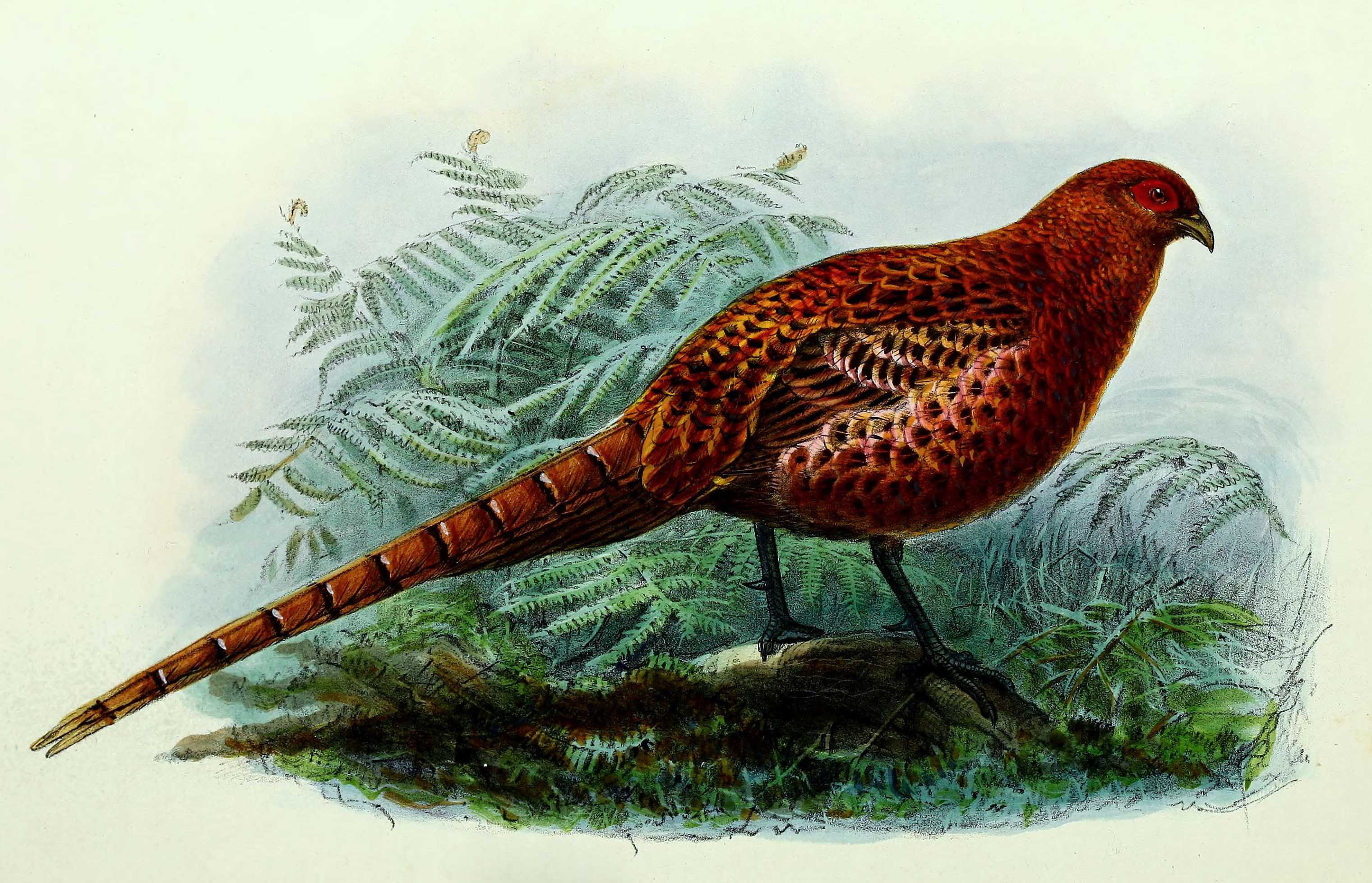
Самец

### В природе
Населяют сосновые и дубовые леса, а также кипарисовые насаждения, растущие по берегам моря.
Пища этих птиц состоит в основном из насекомых, членистоногих, корней и из нежных частей растений (листьев, побегов), а также различных семян и желудей.
Продолжительность жизни в неволе составляет 12—14 лет.

## Внешний вид

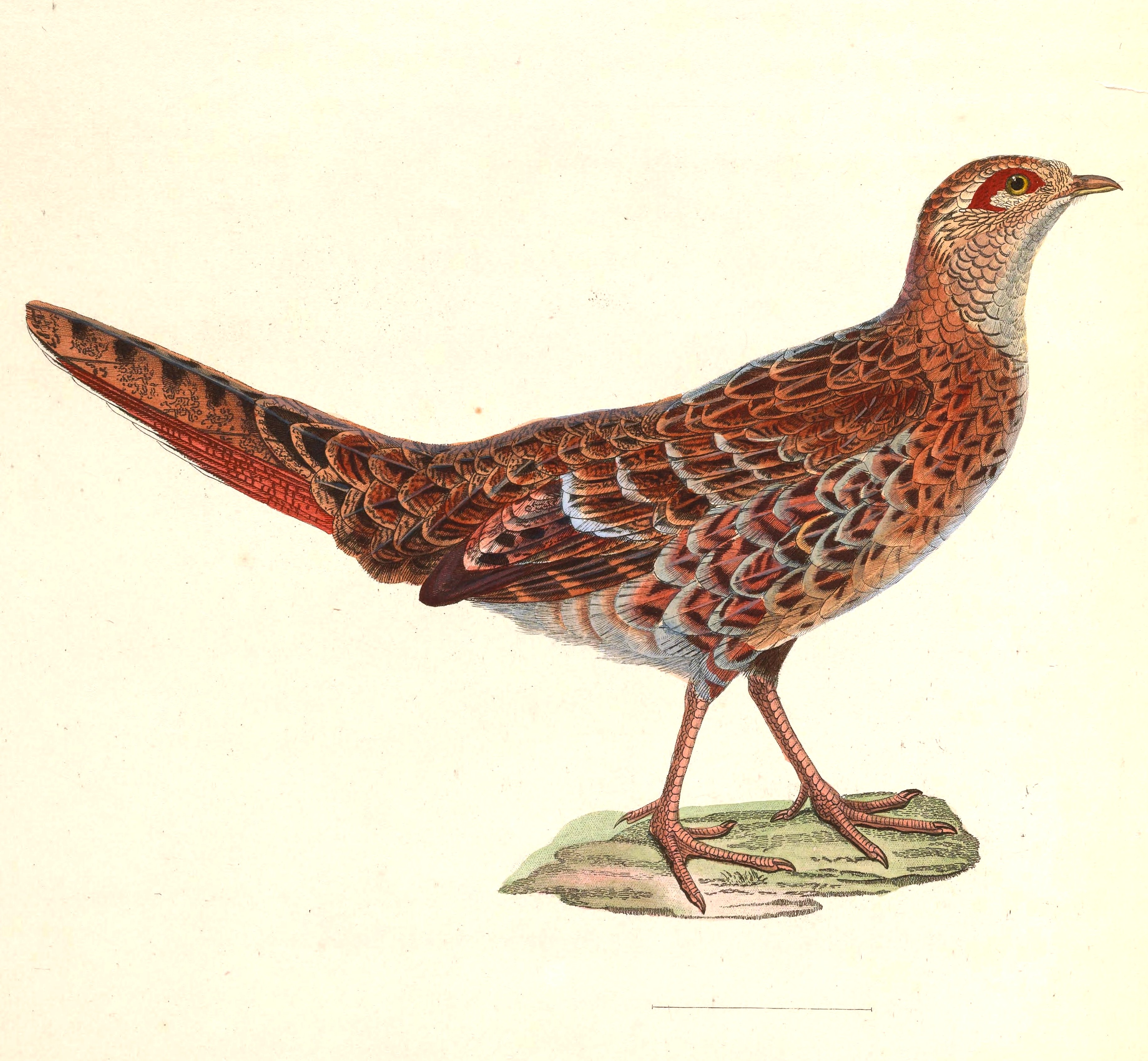
Самка

Имеют медно-коричневое оперение с бронзовым оттенком. На верхней стороне тела каждое перо окаймлено более светлой полосой того же цвета вперемежку с пурпурными, медно-красными и огненными отметинами. Маховые перья темно-коричневые с темно-красными полосками. Нижняя сторона тела медно-красная с сероватым налетом. Хвост каштаново-красный с черноватыми стреловидными отметинами и неравномерными черными поперечными полосками и белым кончиком. Ноги серовато-коричневые. Клюв рогового цвета с желтым кончиком, голая часть головы ярко-красном цвета. Длина тела самца 110 см, хвост 65—93 см, самки — соответственно 200 см и 17—20 см.
У самки верхняя часть головы коричнево-чёрная с темно-бурым окаймлением перьев, спина красновато-коричневая с темно-коричневыми и чёрными пятнами; на груди имеется широкая Л-образная черная полоса, живот беловатый. Хвост каштаново-коричневый с черными поперечными полосами и светлым кончиком.

## Размножение

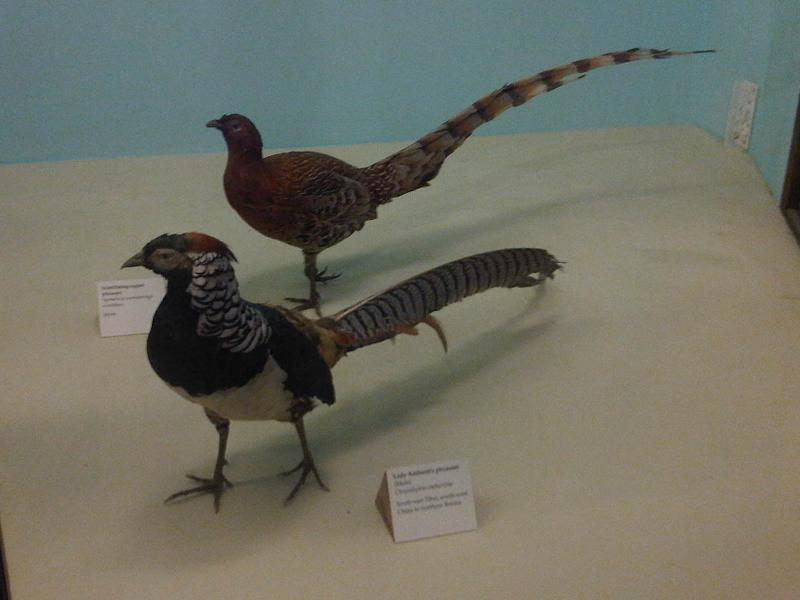
Чучело медного пёстрого фазана с алмазным фазаном

Токуя самец демонстрирует спину и перья хвоста. Самка откладывает яйца в марте — апреле. Кладка состоит из 6—8 светло- или красновато-бежевых яиц размером 42×33 мм. Высиживание длится 25 дней. Птенцы довольно быстро развиваются и вскоре начинают летать. Линька у этих птиц начинается раньше, чем у других представителей этой группы, и заканчивается к концу августа.

## Подвиды
Международный союз орнитологов выделяет пять подвидов медного фазана:
- Syrmaticus soemmerringii scintillans (Gould, 1866)
- Syrmaticus soemmerringii subrufus (Kuroda, Nagamichi, 1919)
- Syrmaticus soemmerringii intermedius (Kuroda, Nagamichi, 1919)
- Syrmaticus soemmerringii soemmerringii (Temminck, 1830)
- Syrmaticus soemmerringii ijimae (Dresser, 1902)

## В культуре
Медный фазан фигурирует в японской поэзии, встречается в стихах Какиномото-но Хитомаро, начало 8-го века, которые помещены в антологию «Хякунин иссю»:
Ashibiki no yamadori no wo no shidari-wo no naga-nagashi yo wo hitori ka mo nemu
Must I sleep alone through the long autumn nights, long like the dragging tail of the mountain pheasant separated from his dove?